# Euproctis pterofera
Euproctis pterofera är en fjärilsart som beskrevs av Embrik Strand 1914. Euproctis pterofera ingår i släktet Euproctis och familjen tofsspinnare. Inga underarter finns listade i Catalogue of Life.